# Asota undulifera
Asota undulifera là một loài bướm đêm trong họ Erebidae.